# Лукава (Свентокшиське воєводство)
Лукава (пол. Łukawa) — село в Польщі, у гміні Вільчиці Сандомирського повіту Свентокшиського воєводства.
Населення — 401 особа (2011).
У 1975-1998 роках село належало до Тарнобжезького воєводства.

## Демографія
Демографічна структура на день 31 березня 2011 року:
|          | Загалом | Допрацездатний вік | Працездатний вік | Постпрацездатний вік |
| -------- | ------- | ------------------ | ---------------- | -------------------- |
| Чоловіки | 196     | 34                 | 132              | 30                   |
| Жінки    | 205     | 27                 | 118              | 60                   |
| Разом    | 401     | 61                 | 250              | 90                   |